# Grundschule Reifenberg

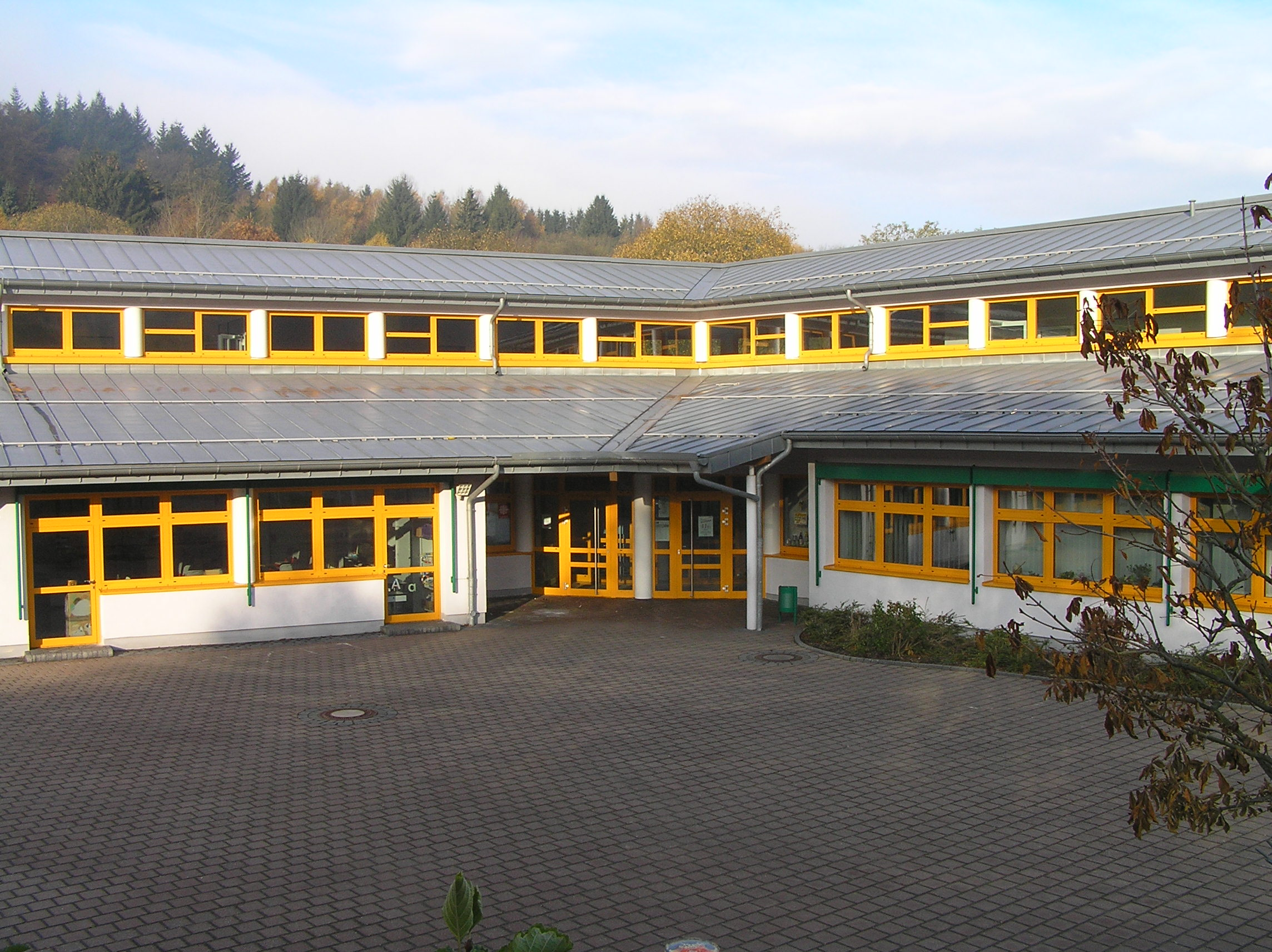
Niederreifenberg, Grundschule Reifenberg

Die Grundschule Reifenberg ist eine Grundschule in Niederreifenberg, die für die Schüler aus Nieder- und Oberreifenberg zuständig ist. Die beiden historischen Schulgebäude in Niederreifenberg stehen unter Denkmalschutz.

## Geschichte

### Anfänge des Schulwesens in Reifenberg
Die Reifenberger Schüler besuchten ein Schulhaus neben der Schlosskirche. Dieses war für die Schülerzahl zu klein. Auch war der steile Weg aus dem Tal hoch zur Schule im Winter für die Niederreifenberger Schüler beschwerlich. Daher wurde die Teilung der Schule vorgesehen. In Niederreifenberg sollte eine neue Schule gebaut werden. In Oberreifenberg bemühte man sich, das Bassenheimer Palais als Schulgebäude zu erwerben. Nachdem der Kauf nicht zustande gekommen war, beschloss die Regierung des Herzogtums Nassau 1839 den Neubau auch in Oberreifenberg.

### Die erste Schule in Niederreifenberg

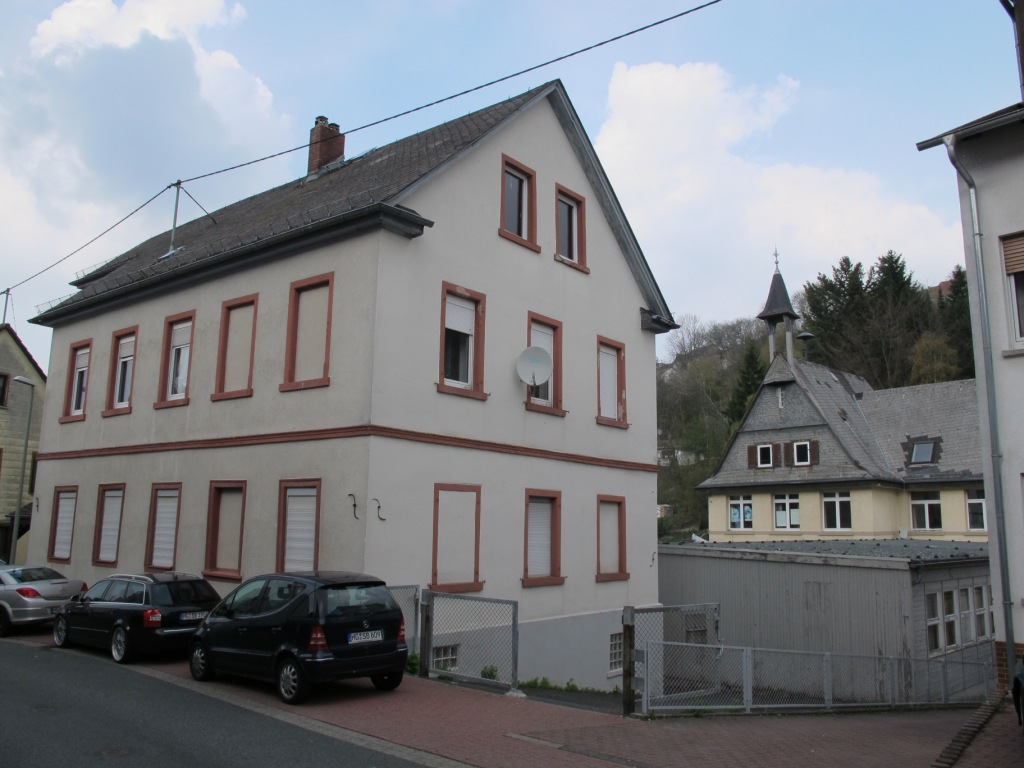
Niederreifenberg, erste Schule des Orts (1840, aufgestockt 1886)

Am 1. Mai 1840 wurde der Auftrag für den Neubau in Niederreifenberg erteilt und bereits am 10. November 1840 die Einweihung gefeiert. Das einstöckige Schulhaus hatte eine Grundfläche von 45 mal 32,5 Schuh (Ein Schuh entsprach etwa 28 bis 32 cm) und eine Stockhöhe von 12 Schuh. Neben dem 23 mal 30 Schuh großen Klassenzimmer enthielt das Haus die Lehrerwohnung mit Kammer und Stall.
Das Amt Usingen hatte die Bauarbeiten gewerkeweise ausgeschrieben. Den Zuschlag erhielten für die
- Maurer- und Steinhauerarbeiten Carl Rödler aus Wehrheim mit 629 Gulden
- Zimmerarbeiten Conrad Marx aus Arnoldshain mit 87 Gulden
- Dachdeckerarbeiten Jakob Matt aus Hasselbach mit 216 Gulden
- Schreinerarbeiten Johann Philipp Meister aus Reifenberg mit 299 Gulden
- Schlosserarbeiten an Wilhelm Mann aus Schmitten mit 103 Gulden
- Glaserarbeiten an Gerhard Weishar aus Usingen mit 47 Gulden
- Tüncherarbeiten an Joh. Butterwck aus Wehrheim mit 149 Gulden

Zusammen hatte der Bau daher 1930 Gulden gekostet.
Die neue Schule in Niederreifenberg war eine Gehilfenschule und der Elementarschule in Oberreifenberg nachgeordnet. Der Niederreifenberger Lehrer (der Lehrgehilfe Wolf) unterrichtete 1840/41 43 Jungen und 36 Mädchen in 4 Klassenstufen.

### Der Neubau in Oberreifenberg
In Oberreifenberg unterrichtete Lehrer Bernhard im gleichen Jahr im alten Schulhaus 33 Jungen und 39 Mädchen.
Im Herbst 1846 wurde auch mit dem Bau des neuen Schulhauses von Oberreifenberg begonnen. Der Bau stand unter keinem guten Stern. Erst wurde das Dach des Rohbaus in einem Sturm abgedeckt, dann wurde ein Fehler im Mauerwerk entdeckt. 1848 konnte das Schulhaus eröffnet werden. In der Folge wurden die beiden Schulen auch organisatorisch getrennt. Die Niederreifenberger Schule war ab dem 1. Januar 1849 eine selbstständige Elementarschule.

### Die Aufstockung der ersten Schule in Niederreifenberg
Am 13. März 1875 wurde das Niederreifenberger Schulhaus durch einen Sturm abgedeckt. Das Dach stürzte auf das benachbarte Gasthaus zur Post und zerstörte dort das Dach vollständig. Aufgrund der steigenden Schülerzahl wurde 1878 ein zweiter Lehrer in Niederreifenberg eingestellt. 1885/86 wurde das Schulhaus um ein Stockwerk aufgestockt und ein zweites Klassenzimmer eingerichtet.

### Die zweite Schule in Niederreifenberg
Wenige Jahrzehnte später war das Schulhaus erneut zu klein geworden. 1911/12 wurde daher unterhalb der Niederreifenberger Schule ein neues Schulhaus -die heutige alte Schule- erbaut. Im Mai 1912 erfolgte die Einweihung. Dieses Schulgebäude, das Gedanken der Heimatschutzbewegung aufnahm, steht heute unter Denkmalschutz. Die bisherige Schule wurde für Lehrerwohnungen genutzt. 1975 wurde sie verkauft und von Dr. Bauer als Arztpraxis genutzt. Seit dem Tod von Dr. Bauer 2012 ist es ein Wohnhaus. Das Haus steht unter Denkmalschutz.
Seit 1924 wurden Räume in der Niederreifenberger Schule auch als Bürgermeisteramt genutzt. Nach der Gebietsreform in Hessen 1972 nutzte die neu entstandene Großgemeinde Schmitten die Räume nur noch sporadisch und übertrug sie 1988 der Schule.
Am 15. Februar 1940 wurden die Schulen umbenannt. Diese Umbenennung folgte der Zusammenlegung von Ober- und Niederreifenberg zu einer Gemeinde. Die Volksschule Niederreifenberg wurde zur Volksschule I und die in Oberreifenberg zur Volksschule II.

### Die neue Schule in Oberreifenberg und die Diskussionen über eine Mittelpunktschule
Auch in Oberreifenberg war die Schule für die Zahl der Schüler zu klein geworden. 1960 wurde daher die neue Schule fertiggestellt. Die Schulpolitik dieser Zeit sah die Auflösung der Zwergschulen und die Zusammenfassung zu Mittelpunktschulen vor, zu denen die Kinder mit dem Schulbus gebracht wurden. Im April bzw. Mai 1962 sprachen sich die Gemeindevertretung in den beiden Orten für eine Erweiterung der beiden Reifenberger Schule zu einer gemeinsamen, vollausgebauten Mittelpunktschule aus. Am 23. Januar 1963 wurde hierzu der Schulzweckverband Reifenberg gegründet. Die 1. bis 6. Klasse sollte hierbei in der Oberreifenberger und die 7. und 8. Klasse in der Niederreifenberger Schule unterrichtet werden. Die Umsetzung verzögerte sich jedoch, da sich der Erwerb des für den Ausbau notwendigen Geländes vom hessischen Staatsforst verzögerte.
Da zusätzlich noch eine 9. Klasse eingerichtet werden sollte, erbaute der Kreis 1964 für 50.000 DM einen Pavillon mit zwei Klassenräumen auf dem Schulhof. 1965 kam noch ein zweistöckiges Gebäude auf der anderen Seite des Schulhofs hinzu, das die Heizung und die Toilettenanlage aufnahm. Es diente gleichzeitig als Feuerwehrhaus.
1966 lehnte die Landesregierung die Pläne für eine Mittelpunktschule in Reifenberg endgültig ab. Eine solche Schule hätte auch Schüler aus Oberems und Seelenberg aufnehmen müssen. Dann hätten aber weder die Räumlichkeiten ausgereicht, noch konnte man sich auf eine Planung für eine Schulsporthalle einigen. Auch war das raue Klima ein Hindernisgrund. Ab 1967/68 wurde die Oberstufe nach Fischbach bzw. Neuenhain verlegt und ab 1974 im Königsteiner Taunusgymnasium zusammengefasst.
Die verbliebenen beiden Grundschulen wurden 1973 zu einer gemeinsamen Grundschule Reifenberg organisatorisch zusammengefasst. Unterrichtet wurde aber weiter in den bestehenden Gebäuden.

### Die neue Schule
1998 wurde durch den Hochtaunuskreis als Schulträger mit finanzieller Unterstützung der Gemeinde Schmitten am oberen Ortsrand die neue Grundschule Reifenberg gebaut. Die Fläche neben der Sportanlage und dem Dorfgemeinschaftshaus war vor dem Zweiten Weltkrieg als Müllkippe des Ortes genutzt worden. Während des Baus stellte sich heraus, dass das Erdreich kontaminiert war und aufwendig entsorgt werden musste. In der Grundschule Reifenberg werden sowohl die Kinder aus Ober- wie aus Niederreifenberg unterrichtet.

### Heutige Nutzung der historischen Schulgebäude
Die 1960 erbaute Schule in Oberreifenberg wurde nach dem Ende des Unterrichts als Firmengebäude genutzt. Heute befindet sich an dem Standort die Montessori EcoSchool, eine private Grundschule mit angeschlossenem Kindergarten.
Die erste Schule in Niederreifenberg ist in privatem Besitz, wird als Wohnhaus genutzt und steht unter Denkmalschutz.
Die Alte Schule wurde seit 1998 als Haus der Vereine genutzt und soll nach Beschluss der Gemeindevertretung verkauft werden. Wie Bürgermeister Kinkel auf Anfrage der CDU und Grünen am 6. Februar 2013 in der Gemeindevertretung erklärte, klagt der Gemeindevorstand stattdessen gegen das Land Hessen auf Aufhebung des Denkmalschutzes, um einen besseren Verkaufspreis zu erzielen. Bereits 2012 wurden den Vereinen die Nutzung untersagt und der Mieter der Hausmeisterwohnung gekündigt. Seitdem stehen das Gebäude und die Nebengebäude leer. Das Verwaltungsgericht Frankfurt wies Anfang Mai 2015 die Klage der Gemeinde ab:

„Die alte Schule Niederreifenberg veranschaulicht als Bauwerk von zentraler Bedeutung für die kommunale Gemeinschaft prägende Stationen der Ortsgeschichte.“

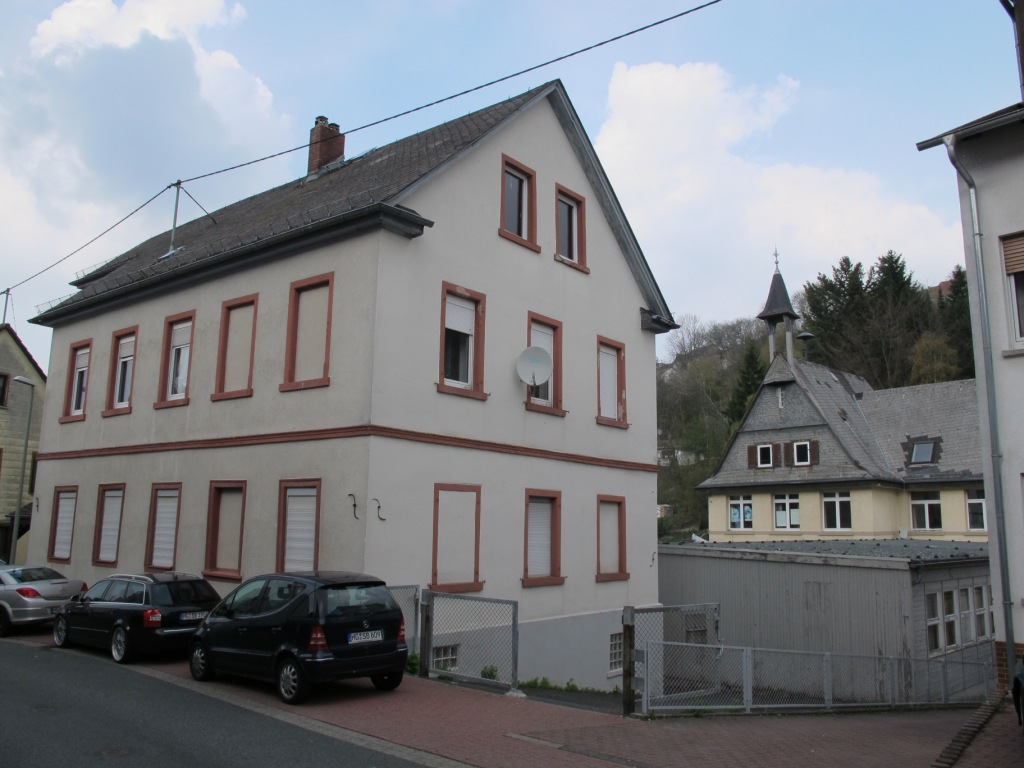
Erste Schule des Orts (1840, aufgestockt 1886)
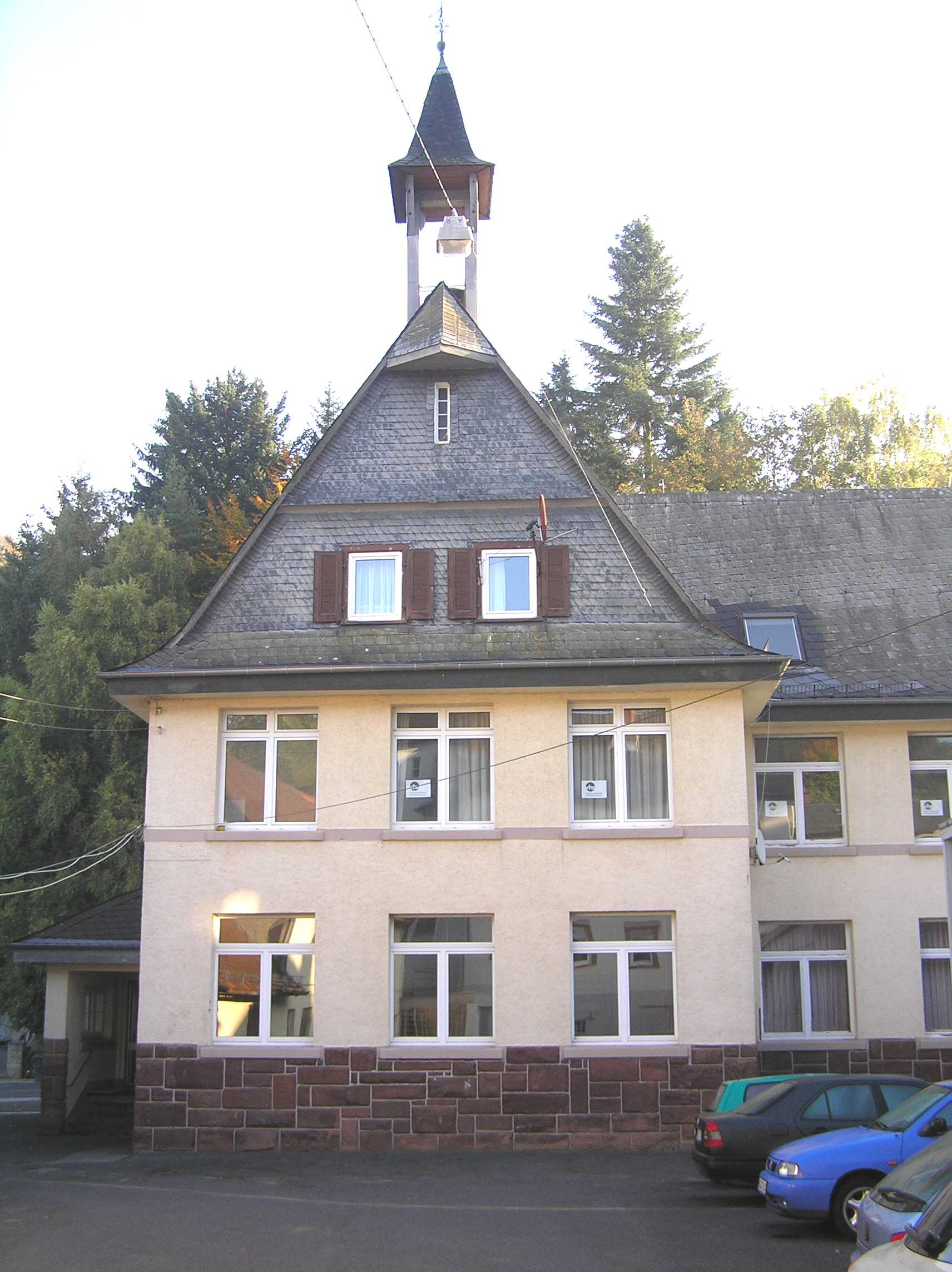
Alte Schule (1912)
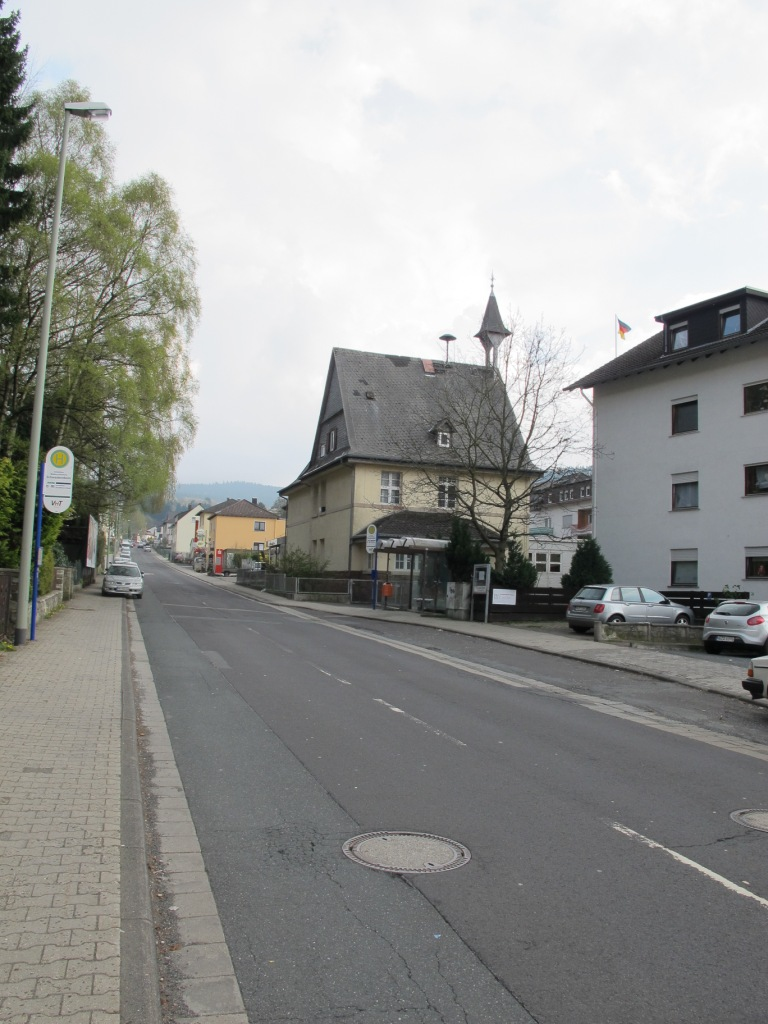
Alte Schule (1912), Blick von der Brunhildestraße
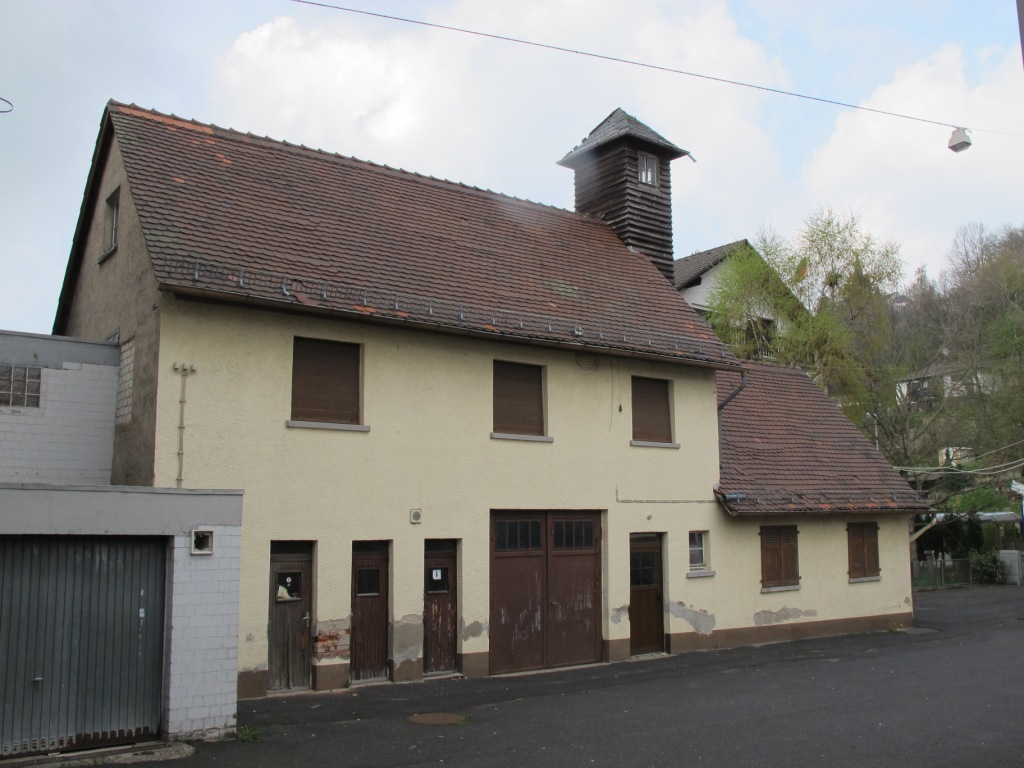
Feuerwehr-/Toilettenbau (1950) am Schulhof
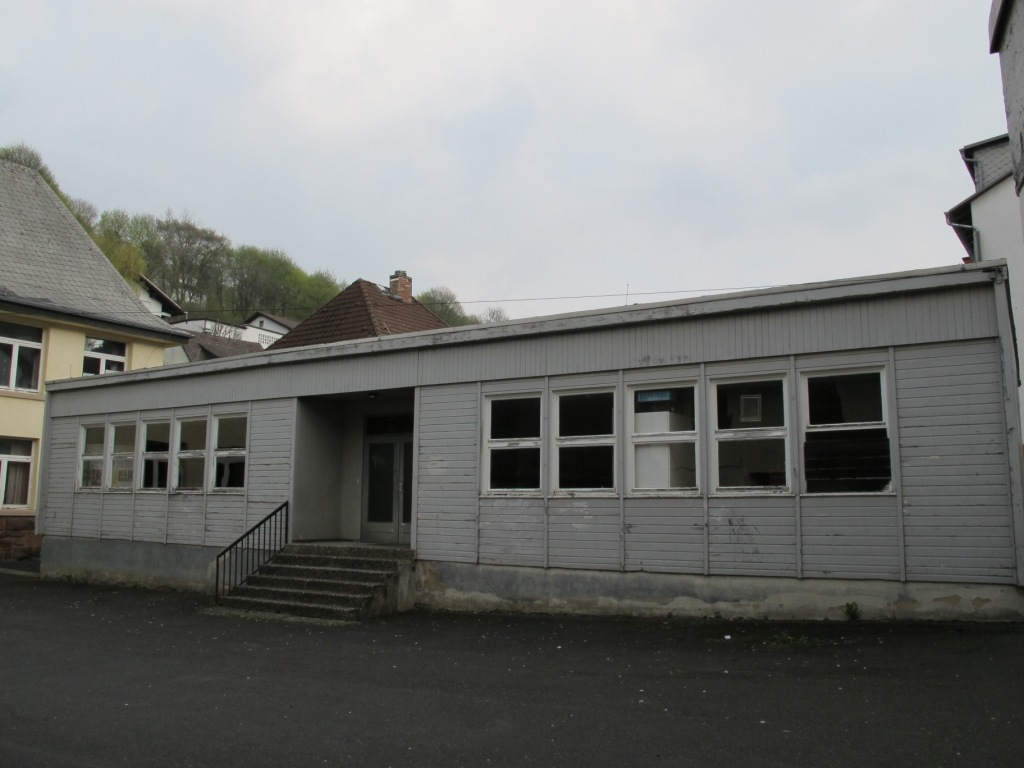
Hölzerner Schulpavillon (1964) am Schulhof
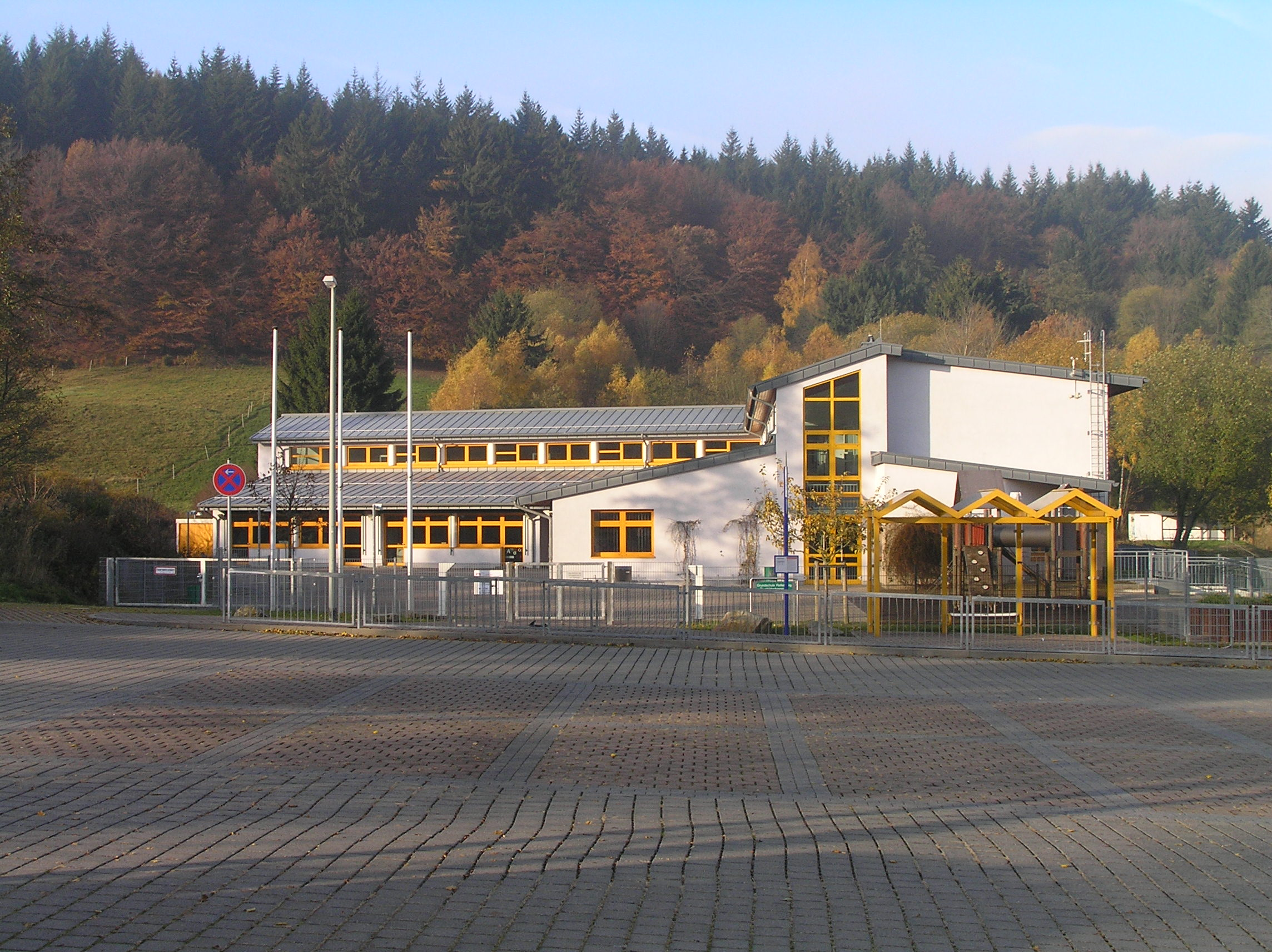
Grundschule Reifenberg
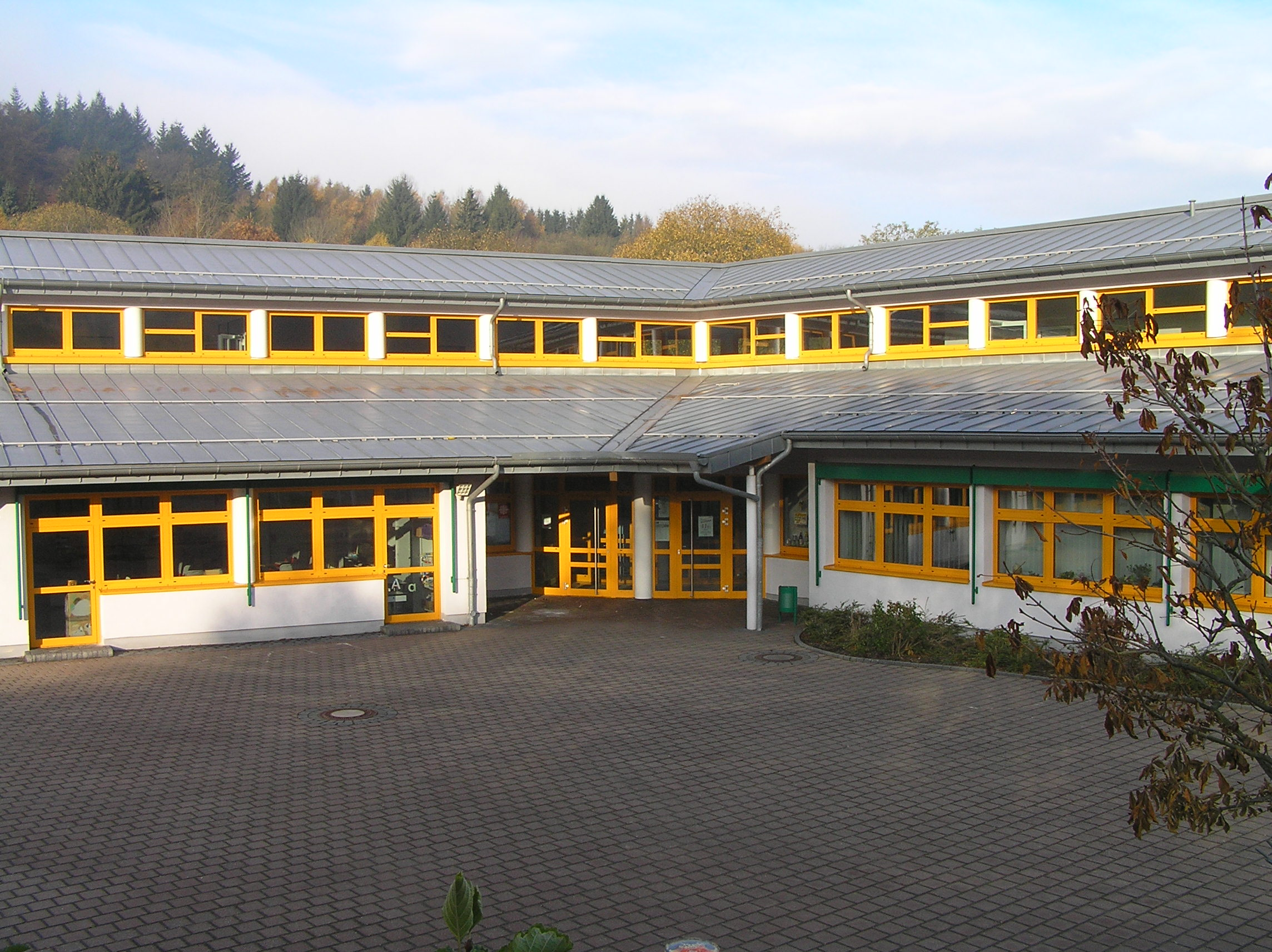
Grundschule Reifenberg

## Die heutige Grundschule
In der heutigen Grundschule unterrichten 8 Lehrer etwa 130 Schüler. Die Schule hat 8 Klassenräume, einen EDV-Raum mit insgesamt 28 Schülerarbeitsplätzen mit Internetanschluss, eine Bibliothek, ein Elternsprechzimmer, zwei Lehrerzimmer, zwei Lehrmittelräume, einen Werkraum mit angrenzendem Materialraum und eine große, abtrennbare Aula. Daneben besteht ein Hort für die betreute Grundschule, für den drei Räume und eine Küche zur Verfügung stehen.

### Halle und Sportanlage
1968 wurde durch die Gemeinde eine Sporthalle gebaut, die für Schulsport und auch für kulturelle Veranstaltungen genutzt wurde. Die Halle verfügte über einen großen Saal, einige Versammlungsräume und eine Küche zur Bewirtschaftung. Die Kosten des Baus betrugen etwa eine halbe Million DM. An die Halle angebaut befindet sich das Feuerwehrhaus der Freiwilligen Feuerwehr Niederreifenberg. Die daneben liegende gemeindeeigene Sportanlage „An der Weilquelle“ wurde nach dem Zweiten Weltkrieg durch amerikanische Besatzungstruppen errichtet. Mit schwerem Gerät wurde die ehemalige Müllkippe planiert und so eine ebene Fläche für die Sportfelder geschaffen.
Im Frühjahr 2010 wurde die bisherige Halle abgerissen und der Hochtaunuskreis baute für 6 Millionen Euro eine moderne 2-Felder-Halle als Sporthalle der Vereine und der Schule an gleicher Stelle.
Von 2011 bis 2013 wurde die Sportanlage neben der Schule komplett saniert. Es entstand ein neuer Kabinentrakt, eine neue Tartanlaufbahn, eine neue Weitsprunggrube und einer der modernsten Kunstrasenplätze Hessens. Ein Großteil der Kosten für die Sanierung wurde durch die Fünf heimischen Vereine JFC Eintracht Feldberg, FC Reifenberg, SG Oberreifenberg, TSG Niederreifenberg und den Förderverein der Grundschule Niederreifenberg getragen. Der Zuschuss der Gemeinde Schmitten in Höhe von 150.000 € war vor den Kommunalwahlen in Hessen 2011 ein Politikum: Bürgermeister Kinkel legte Einspruch gegen den entsprechenden Beschluss der Gemeindevertretung ein, konnte den Bau aber nicht verhindern. Auch diese Anlage wird für den Schulsport genutzt.

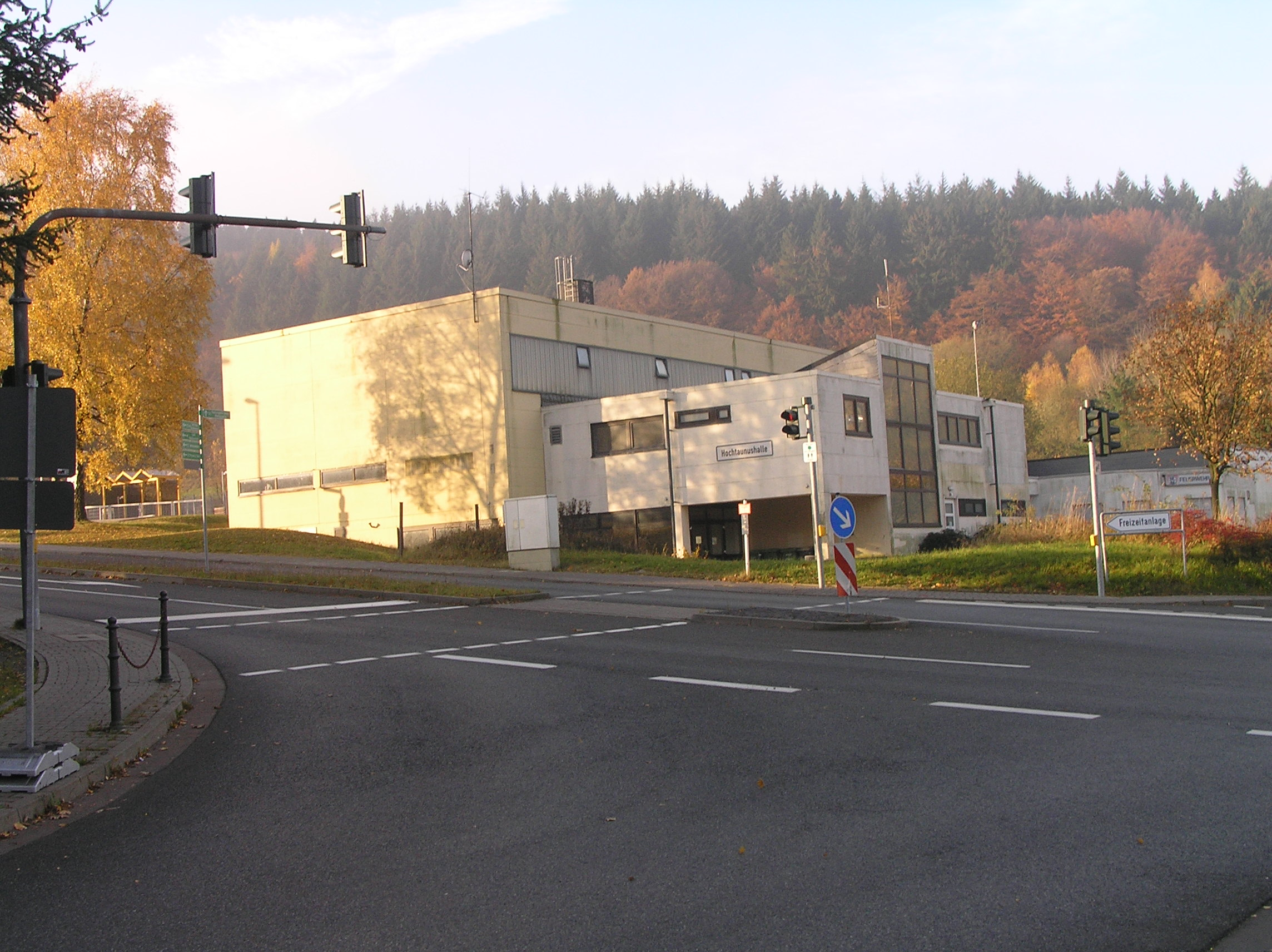
Alte Halle Niederreifenberg
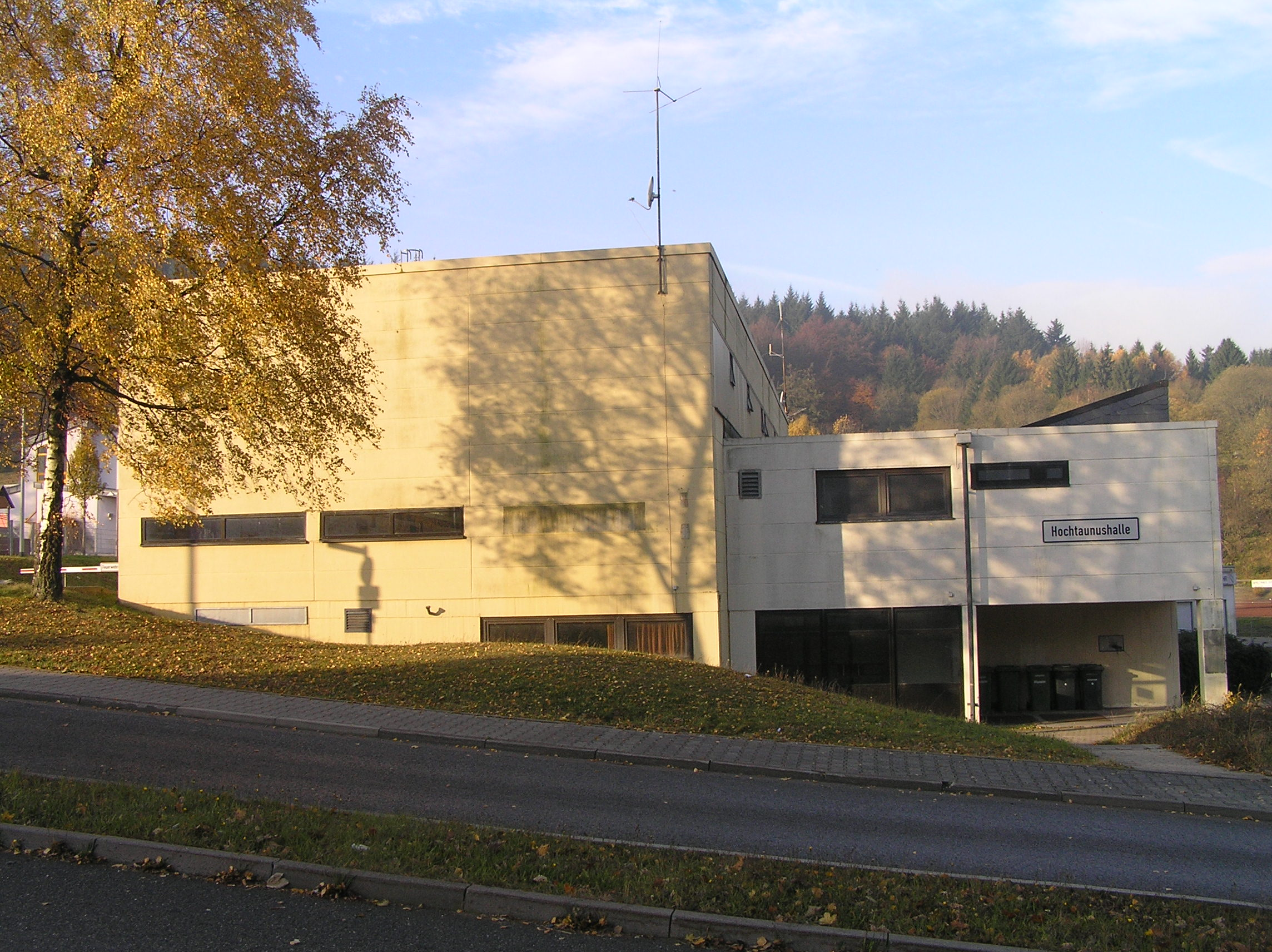
Alte Halle, Seitenansicht
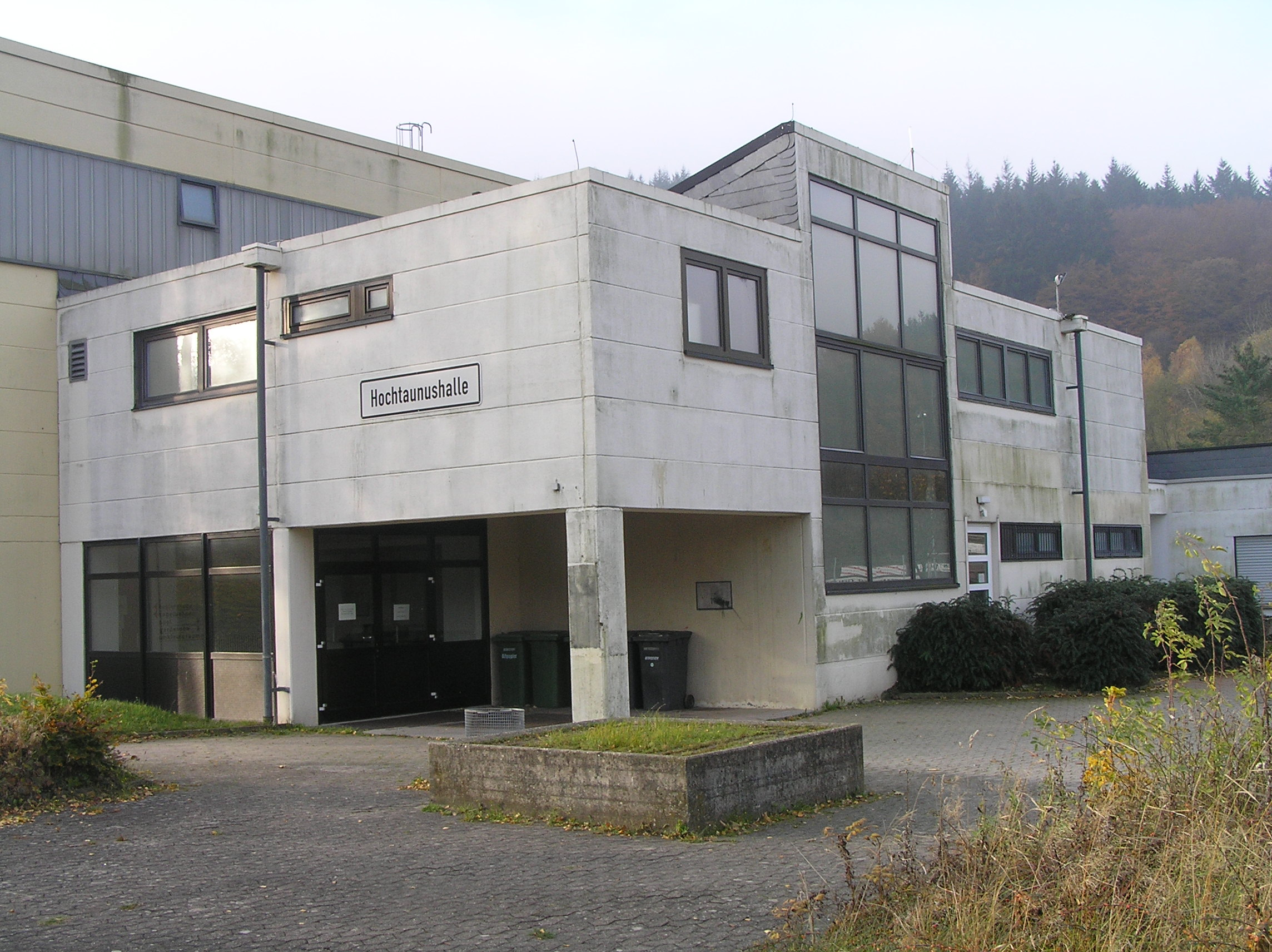
Eingangsbereich alte Halle Niederreifenberg
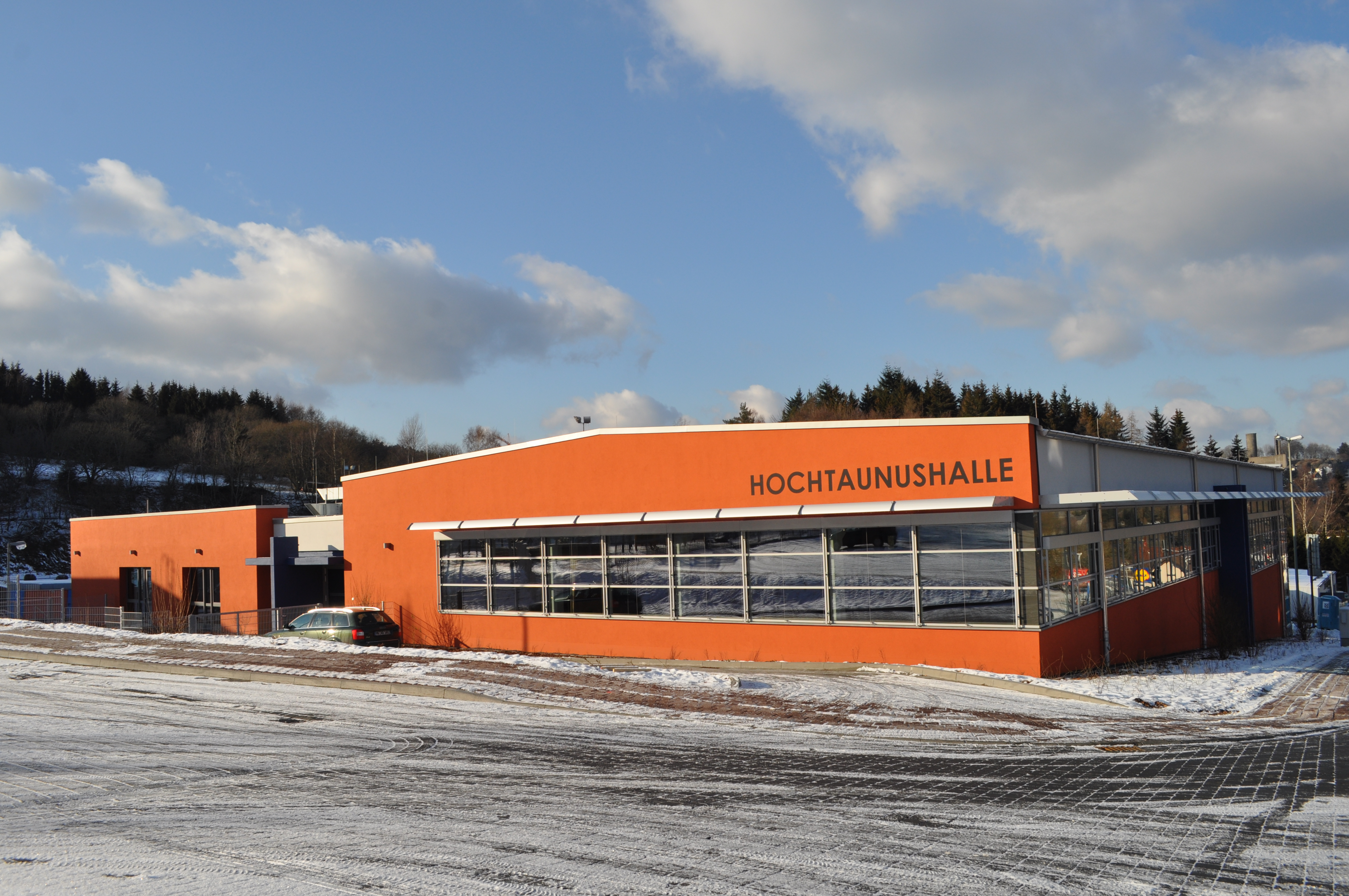
Neu gebaute Hochtaunushalle
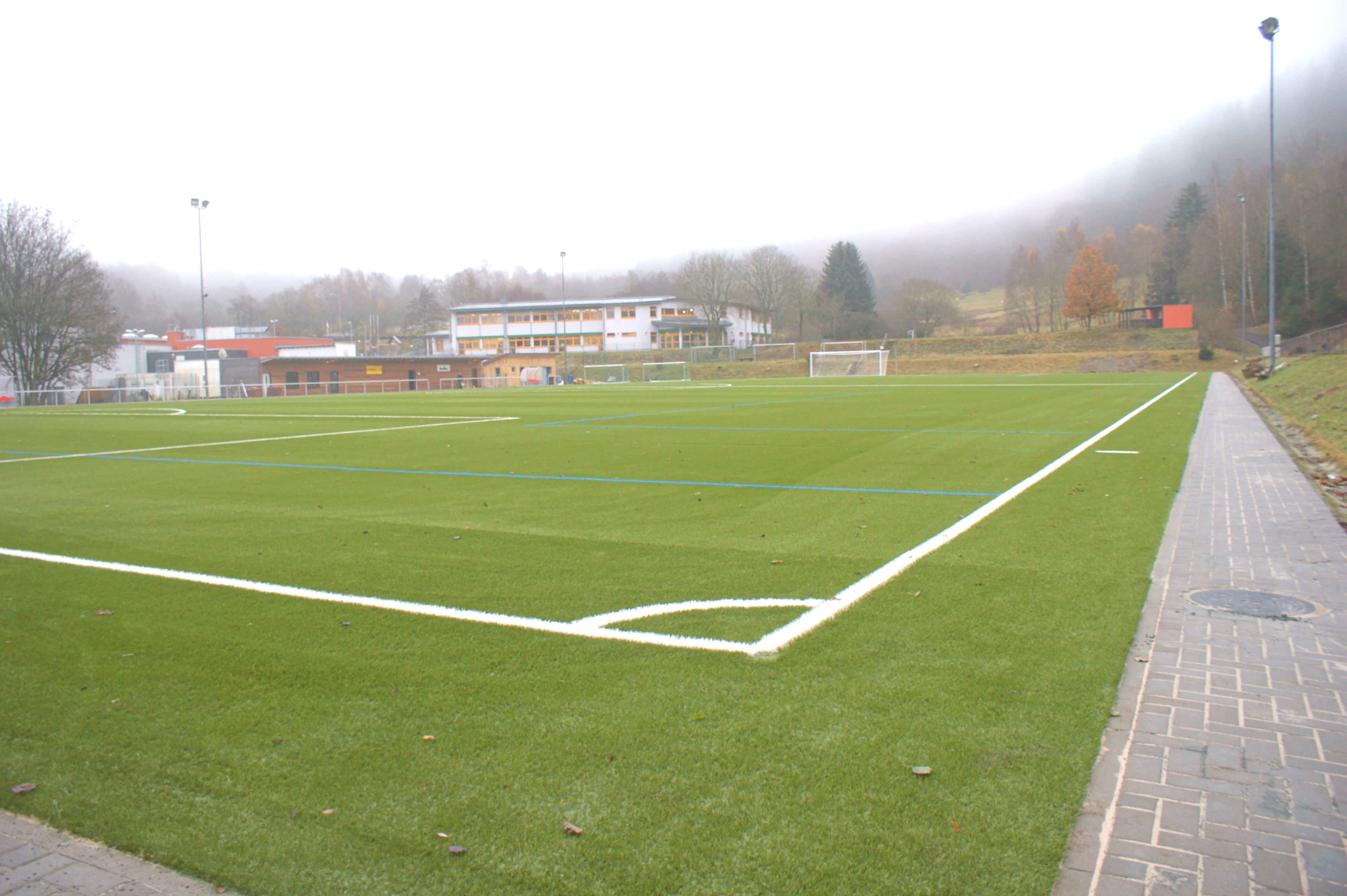
Der neue Kunstrasenplatz